# Jean-Antoine Chaptal
Jean-Antoine Chaptal (Nogaret, Lozère département, 1756. június 5. – Párizs, 1832. július 30.) chanteloupi gróf és pair, francia vegyész, az első francia ipariskola megteremtője.

## Életpályája
Mint gyakorló orvos és a vegytan tanára a forradalom kitörésekor Montpellier-ben élt, ahol 1791-ben a fellegvár ostrománál kitűnt. 1793-ban Párizsba hívták, hogy a lőporhiányon segítsen: tevékenysége és vegyészeti tudománya által kieszközölte, hogy a grenellei gyár naponta 3500 font lőport szolgáltasson. 1794-ben visszatért Montpellier-be, ahol a vegytan tanára lett. 1798-ban az institut tagja lett, a brumaire 18-ai államcsíny nagy barátjának mutatkozott, amiért 1799-ben az első konzul államtanácsossá, 1800-ban pedig belügyminiszterré nevezte ki. A száz nap alatt államminiszter és kereskedelem és iparügyi igazgató volt. A restauráció után magánéletbe vonult, de 1816-ban XVIII. Lajos a tudományos akadémia tagjává, 1819-ben pedig pairré nevezte ki.
A salétrom gyártását egyszerűsítette. Tökéletesítette továbbá a kénsav-, timsó- és szódagyártást. A törökvörös festésnek ő volt a megalapítója, kidolgozott azonkívül egy borjavító eljárást is. Őróla nevezték el Párizsnak egyik községi fiúközépiskoláját, a College Chaptalt.

## Főbb művei
- Chimie appliquée aux arts (4 kötet, Párizs, 1807)
- Chimie appliquée à l'agriculture (2 kötet, Párizs, 1823–1829)
- Le perfectionnement des arts chimiques en France (Párizs, 1800)

### Magyarul megjelentek
- A boroknak termesztésekről, készítésekről és eltartásokról szóló értekezés, melyet francia nyelven irtak nemrégiben, most pedig magyarra fordította N. Fábián József. (Veszprém, 1805)
- Vizsgálódó és oktató értekezés a szőlőmivelésről. Ford. Fábián József (Veszprém, 1813—14)